# 上海千年古银杏园
上海千年古银杏园又名古树公园，是中華人民共和國上海市嘉定區安亭鎮的一個公園，面積7200平方米，2002年10月竣工。公園內有唐朝貞元元年（785年）種下的銀杏樹，高24.5米，是上海現存的古樹中最為古老的。